# Joeri Kornejev
Joeri Ivanovitsj Kornejev (Russisch: Юрий Иванович Корнеев) (Moskou, 26 maart 1937 - Moskou, 17 juni 2002) was een basketbalspeler die uitkwam voor het nationale team van de Sovjet-Unie.

## Carrière
Kornejev was een een meter tweeënnegentig lange Small-forward. Kornejev begon in 1954 bij Dinamo Moskou. In 1962 ging hij naar CSKA Moskou. Kornejev werd met CSKA vier keer landskampioen van de Sovjet-Unie in 1962, 1964, 1965 en 1966. Ook won Kornejev een keer de EuroLeague Men in 1963. In 1965 verloor hij de finale. In 1959 en 1963 werd Kornejev landskampioen van de Sovjet-Unie met RSFSR Moskou. Kornejev won twee keer de zilveren medaille voor de Sovjet-Unie op de Olympische Spelen van 1960 en 1964. Kornejev won brons op de Wereldkampioenschappen in 1963. Ook won Kornejev twee gouden medailles op de Europese Kampioenschappen in 1959 en 1961. Kreeg de onderscheiding Meester in de sport van de Sovjet-Unie in 1956.

## Erelijst
- Landskampioen Sovjet-Unie: 6
  - Winnaar: 1959, 1962, 1963, 1964, 1965, 1966
  - Derde: 1957, 1958
- EuroLeague Men: 1
  - Winnaar: 1963
  - Runner-up: 1965
- Olympische Spelen:
  - Zilver: 1960, 1964
- Wereldkampioenschap:
  - Brons: 1963
- Europees Kampioenschap: 2
  - Goud: 1959, 1961